# 西原州站
西原州站（：／ Seowonju yeok */?）是中央線與京江線沿線的一座鐵路車站，位于韓國江原特別自治道原州市地正面，有KTX、ITX-新村及無窮花號列車停靠。

## 車站結構
站體為2面7線的雙島式月台。

### 月台配置
| ↑ 三山                            |
| \| ４３ \| ２１ \|                |
| 原州（中央線） ↓／萬鍾（江陵線）↓ |

| 月台 | 路線                 | 車種                    | 目的地                    |
| ---- | -------------------- | ----------------------- | ------------------------- |
| 1    | 江陵線 中央線 太白線 | KTX                     | 往 江陵、東海方向         |
| 1    | 江陵線 中央線 太白線 | KTX、無窮花號、ITX-新村 | 往 堤川、安東、釜田方向   |
| 2    | 江陵線 中央線 太白線 | 無窮花號                | 往 太白、東海方向         |
| 3    | 中央線 江陵線        | KTX、無窮花號、ITX-新村 | 往 楊平、清涼里、首爾方向 |
| 4    | 中央線 江陵線        | KTX                     | 往 楊平、清涼里、首爾方向 |

## 历史
- 2012年9月25日：开始使用。

## 鄰近車站
韓國鐵道公社
中央線
三山－西原州－原州